# Jon McLaughlin (chanteur)
Pour les articles homonymes, voir John McLaughlin.
Jon McLaughlin est un auteur-compositeur-interprète et pianiste américain, né le 27 septembre 1982 à Anderson (Indiana, États-Unis).

## Discographie

### Albums
- 2007 : Indiana
- 2008 : OK Now
- 2011 : Forever If Ever
- 2012 : Promising Promises

### Albums indépendants
- 2003 : Up Until Now
- 2004 : Jon McLaughlin (The Early Recordings)
- 2005 : Songs I Wrote and Later Recorded

### EP
- 2007 : Industry

### Singles
- 2007 :
  - Industry
  - Beautiful Disaster
  - Human
  - So Close - bande originale du film Il était une fois (2007)
- 2008 : Beating My Heart
- 2012 : Summer Is Over (avec Sara Bareilles)

## Sources
- (en) Cet article est partiellement ou en totalité issu de l’article de Wikipédia en anglais intitulé « Jon McLaughlin » (voir la liste des auteurs).